# Carés de Atenas
Carés de Atenas foi um general do século IV a.C. que por uma longa série de anos contribuiu por profunda corrupção ao manter sua influência com as pessoas, em despeito de um caráter desreputável.
Carés foi enviado por Atenas contra os argivos, que estavam atacando Fliunte; após duas vitórias, garantindo a situação de Fliunte, Carés voltou a Atenas.
Após a derrota de Leócares para Alexandre de Feras nas Cíclades, Carés foi enviado como comandante da frota ateniense. Carés, porém, evitou o inimigo, e feriu os próprios aliados: ele foi à Córcira e provocou uma desordem civil, de modo que a democracia ateniense foi desacreditada diante dos seus aliados.
Ele e Cábrias foram os comandantes das forças de Atenas no sítio de Quios; Carés comandando a infantaria e Cábrias a frota. No ataque, o navio de Cábrias foi danificado, e ele preferiu lutar até o fim em vez de ser derrotado, e morreu por causa dos ferimentos recebidos.
Em uma época de crise, quando Samos havia se rebelado, o Helesponto havia abandonado a aliança e Filipe II da Macedônia estava se tornando muito poderoso, Menesteu foi enviado a Samos, com seu pai Ifícrates e seu sogro Timóteo como conselheiros, porém Carés, que já estava lá, não seguiu o conselho dos mais velhos, e fracassou no ataque; em seguida, enviou cartas a Atenas, dizendo que teria conseguido tomar Samos se Timóteo e Ifícrates o tivessem ajudado. Com isto, Timóteo e Ifícrates sofreram o impeachment, e Timóteo foi multado em cem talentos, se exilando em Cálcis.
Carés e Lísicles foram os comandantes das forças atenienses na Batalha de Queroneia. Segundo Diodoro Sículo, os atenienses haviam perdido seus melhores generais (Ifícrates, Cábrias e Timóteo), e Carés era incompetente. Após a derrota, Lísicles foi condenado à morte, com base no discurso de Licurgo de Atenas.